# Luxemburgs voetbalelftal in 1982
Het Luxemburgs voetbalelftal speelde in totaal vier interlands in het jaar 1982, waaronder drie wedstrijden in de kwalificatiereeks voor de EK-eindronde 1984 in Frankrijk, en verloor deze een voor een. De nationale selectie stond onder leiding van bondscoach Louis Pilot.

## Balans
| Wedstrijden | Wedstrijden | Wedstrijden | Wedstrijden | Doelpunten | Doelpunten | Doelpunten | Punten |
| Gespeeld    | Winst       | Gelijk      | Verlies     | Voor       | Tegen      | Saldo      | Punten |
| ----------- | ----------- | ----------- | ----------- | ---------- | ---------- | ---------- | ------ |
| 4           | 0           | 0           | 4           | 1          | 14         | –13        | 0.000  |

## Interlands
|                                                     |           |                              |           |                                                                                                 |
| 27 april Vriendschappelijk № 333 «onderlinge duels» | Luxemburg | 0 – 1                        | Frankrijk | Stade de la Frontière, Esch-sur-Alzette Toeschouwers: onbekend Scheidsrechter: Bep Thomas (NED) |
| 27 april Vriendschappelijk № 333 «onderlinge duels» |           | ??' Doelpuntenmaker onbekend |           | Stade de la Frontière, Esch-sur-Alzette Toeschouwers: onbekend Scheidsrechter: Bep Thomas (NED) |

|                                                              |           |                                              |             |                                                                                            |
| 9 oktober EK-kwalificatie № 334 «onderlinge duels» 15:30 uur | Luxemburg | 0 – 2                                        | Griekenland | Stade Municipal, Luxemburg Toeschouwers: 2.940 Scheidsrechter: Karl-Heinz Tritschler (FRG) |
| 9 oktober EK-kwalificatie № 334 «onderlinge duels» 15:30 uur |           | 8' Nikos Anastopoulos 25' Nikos Anastopoulos |             | Stade Municipal, Luxemburg Toeschouwers: 2.940 Scheidsrechter: Karl-Heinz Tritschler (FRG) |

|                                                      |                        |       |                                            |                                                                                    |
| 10 november EK-kwalificatie № 335 «onderlinge duels» | Luxemburg              | 1 – 2 | Denemarken                                 | Stade Municipal, Luxemburg Toeschouwers: 2.300 Scheidsrechter: Gérard Biguet (FRA) |
| 10 november EK-kwalificatie № 335 «onderlinge duels» | Marcel di Domenico 54' |       | 29' (pen.) Søren Lerby 67' Klaus Berggreen | Stade Municipal, Luxemburg Toeschouwers: 2.300 Scheidsrechter: Gérard Biguet (FRA) |

|                                                                | |       |           |                                                                                     |
| 15 december EK-kwalificatie № 336 «onderlinge duels» 19:45 uur | Engeland | 9 – 0 | Luxemburg | Wembley Stadium, Londen Toeschouwers: 35.000 Scheidsrechter: Hreidar Johnsson (ISL) |
| 15 december EK-kwalificatie № 336 «onderlinge duels» 19:45 uur | Jeannot Moes 17' (e.d.) Steve Coppell 21' Tony Woodcock 34' Luther Blissett 43' Luther Blissett 53' Mark Chamberlain 72' Luther Blissett 86' Glenn Hoddle 88' Phil Neal 89' |       |           | Wembley Stadium, Londen Toeschouwers: 35.000 Scheidsrechter: Hreidar Johnsson (ISL) |

## Statistieken
| Jeannot Moes       | 1948-05-11 | Avenir Beggen        | 4 | 0 | 0 | 54 | 0 |
| Verdediging        |            |                      |   |   |   |    |   |
| Gilbert Dresch     | 1954-09-14 | Avenir Beggen        | 4 | 0 | 0 | 40 | 0 |
| Hubert Meunier     | 1959-12-14 | Jeunesse Esch        | 4 | 0 | 0 | 24 | 0 |
| Carlo Weis         | 1958-12-04 | Stade Reims          | 4 | 0 | 0 | 21 | 0 |
| Nico Rohmann       | 1952-11-23 | San Diego Sockers    | 3 | 0 | 0 | 24 | 0 |
| Marcel Bossi       | 1960-01-14 | Progrès Niedercorn   | 2 | 0 | 0 | 9  | 0 |
| Michel Bechet      | 1964-02-25 | Etzella Ettelbruck   | 1 | 0 | 0 | 1  | 0 |
| Erny Dax           | 1958-04-11 | Etzella Ettelbruck   | 0 | 1 | 0 | 17 | 0 |
| Middenveld         |            |                      |   |   |   |    |   |
| Johny Clemens      | 1958-09-30 | CS Grevenmacher      | 4 | 0 | 0 | 14 | 1 |
| Jean-Paul Girres   | 1961-01-06 | Union Luxembourg     | 4 | 0 | 0 | 14 | 0 |
| Guy Hellers        | 1964-10-10 | FC Metz B            | 3 | 0 | 0 | 3  | 0 |
| Paul Philipp       | 1950-10-21 | RSC Charleroi        | 1 | 0 | 0 |    |   |
| Nico Wagner        | 1954-09-19 | Red Boys Differdange | 1 | 0 | 0 |    |   |
| Romain Schreiner   | 1957-03-17 | Avenir Beggen        | 0 | 2 | 0 |    |   |
| Alain Nurenberg    | 1961-03-23 | Progrès Niedercorn   | 0 | 3 | 0 |    |   |
| Théo Malget        | 1961-03-02 | FC Wiltz 71          | 0 | 1 | 0 | 1  | 0 |
| Aanval             |            |                      |   |   |   |    |   |
| Jeannot Reiter     | 1958-10-14 | FC Châlon-sur-Saône  | 3 | 0 | 0 |    |   |
| Marcel di Domenico | 1955-06-17 | Red Boys Differdange | 3 | 1 | 1 | 38 | 2 |
| Robert Langers     | 1960-08-01 | Olympique Marseille  | 2 | 0 | 0 | 11 | 0 |
| Manou Scheitler    | 1958-03-01 | Jeunesse Esch        | 1 | 1 | 0 |    |   |

FLF · A-internationals · Bondscoaches · Statistieken · Luxemburgs vrouwenelftal · Luxemburg U21 · Luxemburg U19 · Luxemburg U18 · Luxemburg U17 · Luxemburg U16
1911 – 1919 ·
1920 – 1929 ·
1930 – 1939 ·
1940 – 1949 ·
1950 – 1959 ·
1960 – 1969 ·
1970 – 1979 ·
1980 – 1989 ·
1990 – 1999 ·
2000 – 2009 ·
2010 – 2019 ·
2020 − 2029
OS 1920 · 
OS 1924 · 
OS 1928 · 
OS 1936 · 
OS 1948 · 
OS 1952
1911 · 
1912 · 
1913 · 
1914 · 
1915 · 1916 · 1917 · 1918 · 1919 · 
1920 · 
1921 · 1922 · 1923 · 
1924 · 
1925 · 1926 · 
1927 · 
1928 · 
1929 · 1930 · 1931 · 1932 · 1933 · 
1934 · 
1935 · 
1936 · 
1937 · 
1938 · 
1939 · 
1940 · 
1941 · 1942 · 1943 · 1944 · 
1945 · 
1946 · 
1947 · 
1948 · 
1949 · 
1950 · 
1952 · 
1952 · 
1953 · 
1954 · 
1955 · 
1956 · 
1957 · 
1958 · 
1959 · 
1960 · 
1961 · 
1962 · 
1963 · 
1964 · 
1965 · 
1966 · 
1967 · 
1968 · 
1969 · 
1970 · 
1971 · 
1972 · 
1973 · 
1974 · 
1975 · 
1976 · 
1977 · 
1978 · 
1979 · 
1980 · 
1981 · 
1982 · 
1983 · 
1984 · 
1985 · 
1986 · 
1987 · 
1988 · 
1989 · 
1990 · 
1991 · 
1992 · 
1993 · 
1994 · 
1995 · 
1996 · 
1997 · 
1998 · 
1999 · 
2000 · 
2001 · 
2002 · 
2003 · 
2004 · 
2005 · 
2006 · 
2007 · 
2008 · 
2009 · 
2010 · 
2011 · 
2012 · 
2013 · 
2014 · 
2015 ·
2016 ·
2017 ·
2018 ·
2019 ·
2020 ·
2021
Afghanistan ·
Albanië ·
Algerije ·
Armenië ·
Azerbeidzjan ·
België ·
Bosnië en Herzegovina ·
Brazilië ·
Bulgarije ·
Canada ·
Cyprus ·
DDR ·
Denemarken ·
(West-)Duitsland ·
Egypte ·
Engeland ·
Estland ·
Faeröer ·
Finland ·
Frankrijk ·
Gambia ·
Georgië ·
Griekenland ·
Hongarije ·
Ierland ·
IJsland ·
Israël ·
Italië ·
Japan ·
Joegoslavië ·
Kaapverdië ·
Kameroen ·
Kazachstan ·
Letland ·
Liechtenstein ·
Litouwen ·
Madagaskar ·
Malta ·
Marokko ·
Mexico ·
Moldavië ·
Montenegro ·
Myanmar ·
Nederland ·
Nigeria ·
Noord-Ierland ·
Noord-Macedonië ·
Noorwegen ·
Oekraïne ·
Oostenrijk ·
Polen ·
Portugal ·
Qatar ·
Roemenië ·
Rusland ·
San Marino ·
Saoedi-Arabië ·
Schotland ·
Senegal ·
Servië ·
Servië en Montenegro ·
Slovenië ·
Slowakije ·
Sovjet-Unie ·
Spanje ·
Thailand ·
Togo ·
Tsjechië ·
Tsjecho-Slowakije ·
Turkije ·
Uruguay ·
Verenigde Staten ·
Wales ·
Wit-Rusland ·
Zuid-Korea ·
Zweden ·
Zwitserland